# Memoriale di Verdun
Il Memoriale di Verdun è un monumento costruito in onore dei caduti della Grande Guerra e per commemorare la battaglia di Verdun combattuta nel 1916.

## Descrizione
È stato realizzato negli anni '60 sul campo di battaglia, vicino al villaggio distrutto di Fleury-devant-Douaumont nel dipartimento della Mosa, nel nord-est della Francia.
Finanziato da Maurice Genevoix ed è aperto al pubblico il 17 settembre 1967, ricorda sia soldati francesi e tedeschi che i civili morti durante la battaglia di Verdun. Inoltre, vi è un museo militare che espone armamenti francesi e tedeschi (inclusi fucili, mitragliatrici e artiglieria), veicoli militari, uniformi ed equipaggiamento delle truppe francesi e tedesche utilizzate durante la battaglia.